# زرتاج غول
زرتاج غول (بالأردوية: زرتاج گل)‏ هي سياسية باكستانية وهو وزيرة الدولة الحالية لتغير المناخ، في منصبها منذ 5 أكتوبر 2018. كانت عضوة في الجمعية الوطنية الباكستانية منذ أغسطس 2018.

## سيرتها
تنحدر من شمال وزيرستان، ولدت في 17 أكتوبر 1984 في خيبر باختونخوا، والدها أحمد وزير كان كبير مهندسي وابدا وينتمي إلى قبيلة وزير.
حصلت على تعليمها المبكر في بلدتها الأصلية بانو وميران شاه قبل أن تنتقل إلى لاهور مع عائلتها. التحقت بكلية كوين ماري لدراساتها الجامعية ثم الكلية الوطنية للفنون لدراساتها العليا. بعد أن أكملت تعليمها التحقت بحركة الإنصاف الباكستانية، وأصبحت متطوعة في الحركة الطلابية التابعة للحزب في 2005. ثم انتقلت إلى ديرا غازي خان بعد زواجها عام 2010.
في 5 أكتوبر 2018 شاركت في الحكومة الفيدرالية لرئيس الوزراء عمران خان، كوزيرة الدولة لتغير المناخ.